# Ganggrab Lille Selle

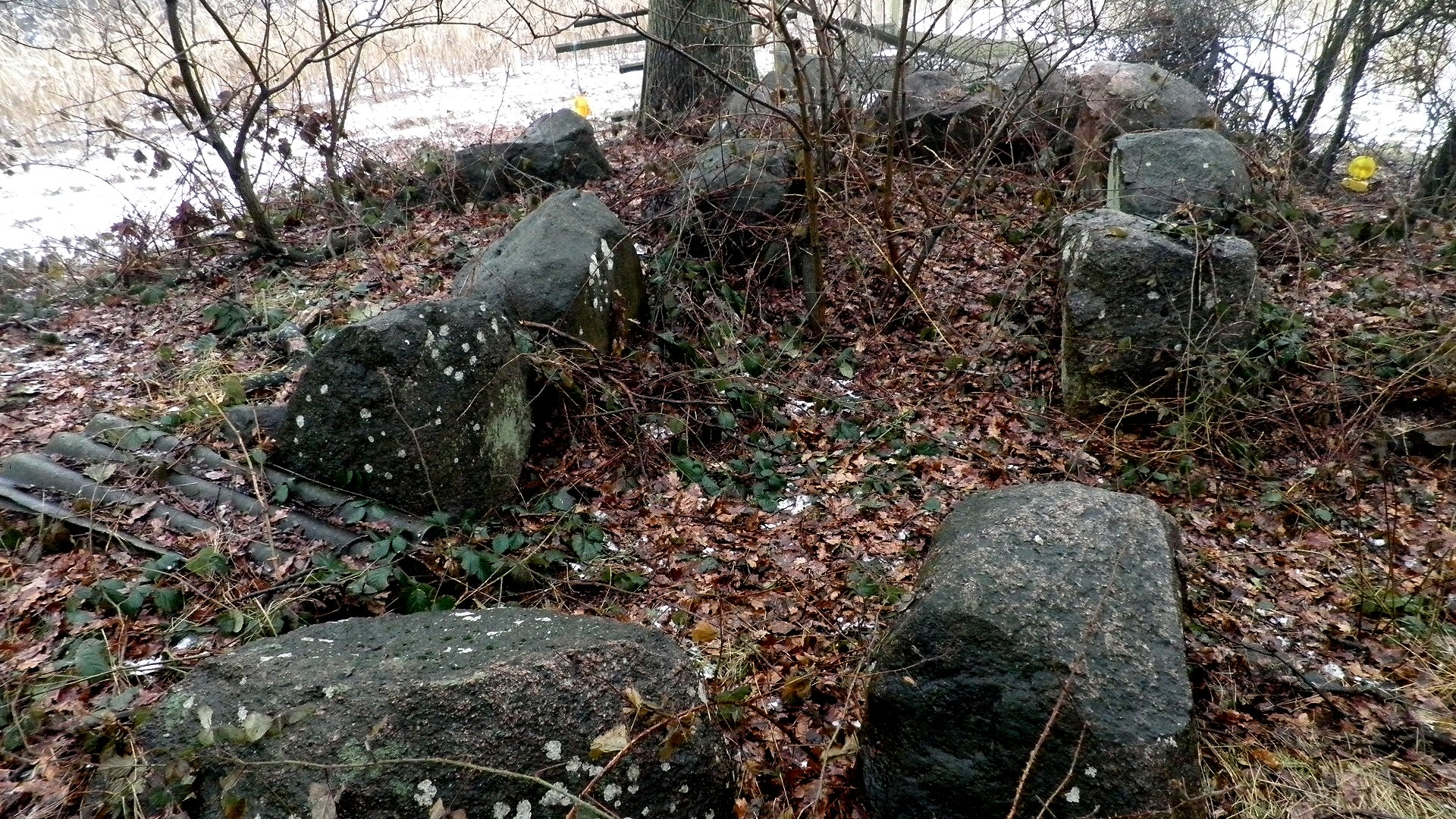
Ganggrab Lille Selle

Das Ganggrab Lille Selle (auch Egeløkke oder Egelykke genannt) liegt westlich von Bøstrup, auf der dänischen Insel Langeland. Die Megalithanlage der Trichterbecherkultur (TBK) entstanden zwischen 3500 und 2800 v. Chr.

## Beschreibung

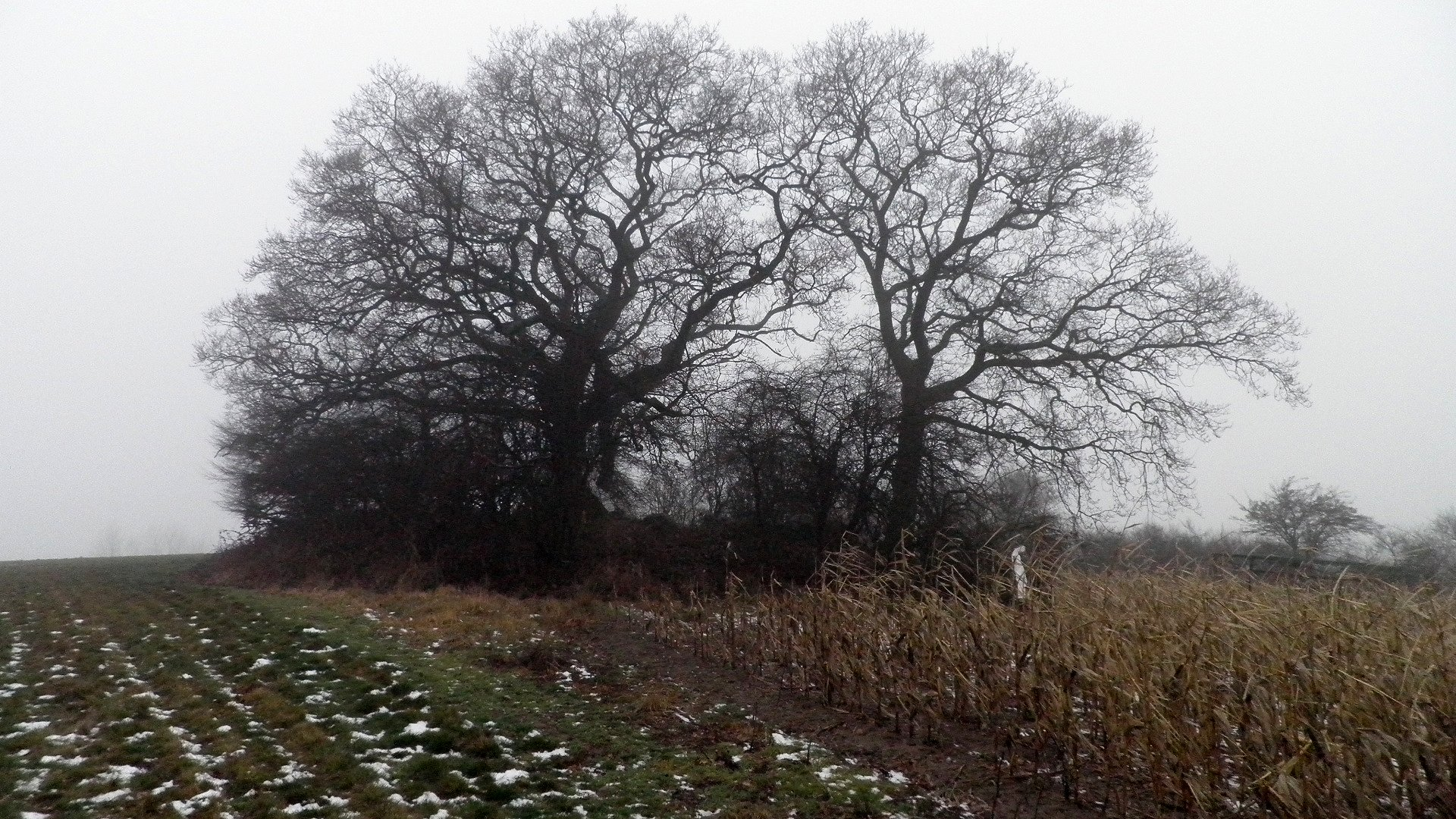
Ganggrab Lille Selle

Der Langdysse hat zwei West-Ost orientierte, rechteckige Ganggrabkammern. Die Konturen des Erdhügels sind nicht nachweisbar, lediglich die Südseite des Hünenbettes wird durch fünf kleine Randsteine in gerader Linie bestimmt. Auf der Hügeloberfläche liegen mehrere größere, verlagerte Steine.
Die östliche Kammer besteht aus zehn in situ befindlichen Tragsteinen und misst innen etwa 5,0 × 1,7 m. Alle drei Decksteine fehlen. Der nach Süden öffnende Gang war durch Fliesen des Trockenmauerwerks auf eine Größe von 3,0 × 1,2 m rekonstruierbar.
Die westliche Kammer besteht ebenfalls aus zehn Tragsteinen in situ und misst innen etwa 5,0 × 1,9 m. Der Endstein der Ostseite fehlt, ebenso wie die Decksteine. Im nach Süden öffnenden Gang liegt ein größerer Stein auf der Westseite, der aber kaum original ist. Zusätzlich ist auf der Westseite des Ganges wie bei der Ostkammer eine Steinplattenlage erkennbar. Auf der Ostseite ist keine lithische Substanz erhalten, aber nach der Geländeform kann die Gangbreite etwa 1,1 m betragen haben.

## Funde
Sieben geschliffene Äxte aus Feuerstein, sechs Abschläge, fünf Pfeilspitzen, fünf Spaltwerkzeuge, vier geschärfte Meißel, zwei Schaber, ein Messer und 20 Tongefäße.
Vor der Südfassade des Hügels liegt ein niedriger Steinhaufen. Darauf und darunter lagen große spätmittelneolithische Opfer. Die Opferschicht umfasst fünf Abschläge, drei Äxte und drei Axtfragmente, einen Wetzstein und 53 Tongefäße.